# Dreiflüssestadion
Het Dreiflüssestadion is een multifunctioneel stadion in Passau, een stad in Duitsland. 

## Geschiedenis
Het stadion werd geopend in 1969. In het stadion was plaats voor 20.000 toeschouwers. Nadat in 2015 de noordtribune werd verwijderd konden er 12.000 mensen in en in 2016 werd dit teruggebracht naar 6.000. Het slopen van deze vervallen tribunes was goedkoper dan renovatie.
Het stadion wordt vooral gebruikt voor voetbalwedstrijden, de voetbalclub 1. FC Passau maakt gebruik van dit stadion. In de zomer van 1972 werd het stadion gebruikt voor voetbalwedstrijden op de Olympische Spelen. In 1991 werd hier de finale van de Fuji-Cup gespeeld, een competitie die wordt georganiseerd in de zomer voorafgaand aan het nieuwe voetbalseizoen.

## Interlands
| Voetbalinterlands | Voetbalinterlands | Voetbalinterlands                         | Voetbalinterlands | Voetbalinterlands | Voetbalinterlands |
| №                 | Datum             | Wedstrijd                                 | Uitslag           | Competitie        | Toeschouwers      |
| ----------------- | ----------------- | ----------------------------------------- | ----------------- | ----------------- | ----------------- |
| 1                 | 27 augustus 1972  | Brazilië – Denemarken                     | 2–3               | Olympische Spelen | 10.000            |
| 2                 | 29 augustus 1972  | West-Duitsland – Marokko                  | 3–0               | Olympische Spelen |                   |
| 3                 | 30 augustus 1972  | Duitse Democratische Republiek – Colombia | 6–1               | Olympische Spelen | 4.500             |
| 4                 | 1 september 1972  | Birma – Soedan                            | 2–0               | Olympische Spelen | 2.000             |
| 5                 | 3 september 1972  | DDR – Hongarije                           | 0–2               | Olympische Spelen | 8.500             |
| 6                 | 5 september 1972  | Marokko – Denemarken                      | 1–3               | Olympische Spelen | 3.100             |